# قرطيونية
القرطيونية أو السَّرِيتِيَّة (الاسم العلمي: Cerithiidae) هي فصيلة من الرخويات تتبع رتبة الصدفيات الماصة من طائفة بطنيات القدم.

## التصنيف
- تحت فصيلة القطيوناوات
  - القرطيون
  - الكولينة (الاسم العلمي:Colina)
  - الغورمية (الاسم العلمي:Gourmya)
  - الروايلة (الاسم العلمي:Royella)
  - (الاسم العلمي:Cerithioclava)
  - (الاسم العلمي:Clavocerithium)
  - (الاسم العلمي:Clypeomorus)
  - (الاسم العلمي:Fastigiella)
  - (الاسم العلمي:Liocerithium)
  - (الاسم العلمي:Peraubium)
  - (الاسم العلمي:Pseudovertagus)
  - (الاسم العلمي:Rhinoclavis)
- تحت فصيلة البيطاوات
  - البيط
  - الإتبيط
  - الليروبيط
  - البيطل
  - الزبيط
  - الكاسييلة
  - الكاكوزلينة